# 윌슨 크루즈
윌슨 크루즈(Wilson Cruz, 1973년 12월 27일 ~ )는 미국의 배우이다.

## 출연 작품
- 그는 당신에게 반하지 않았다
- 애프터 루이